# 카를로스 곤살레스
카를로스 에두아르도 곤살레스(Carlos Eduardo González, 1985년 10월 17일 ~ )는 전 베네수엘라의 야구 선수이다. 2010년 루이스 아파리시오 상을 수상했다.